# Victor Ciocâltea
Victor Ciocâltea (* 16. Januar 1932 in Bukarest; † 10. September 1983 in Manresa, Spanien) war ein rumänischer Schachspieler. 1957 verlieh ihm die FIDE den Titel Internationaler Meister, 1978 wurde er Großmeister.

## Leben
Victor Ciocâltea gewann die rumänische Meisterschaft in den Jahren 1952, 1959, 1961, 1969, 1970, 1971, 1975 und 1979.
Er spielte auf elf Schacholympiaden von 1956 bis 1982 für Rumänien, dabei konnte er 1962 in Warna seine Partie gegen Bobby Fischer gewinnen. Ciocâltea nahm mit der rumänischen Mannschaft an den Mannschaftseuropameisterschaften 1965, 1973 und 1977 teil.
Er nahm an vier Zonenturnieren teil, wobei sein bestes Ergebnis der geteilte 5.–7. Platz in Vrnjačka Banja 1972 war.
Ebenfalls einen 5. bis 7. Platz erzielte er bei der Internationalen Deutschen Meisterschaft 1981 in Bochum, die Lubomir Kavalek gewann.
Ciocâlteas letzte Elo-Zahl betrug 2440. Vor Einführung der Elo-Zahlen erreichte er im Dezember 1964 seine höchste historische Elo-Zahl von 2601.

## Turniererfolge
- Dresden 1956: 3. Platz
- Sofia 1962: 1./2. Platz

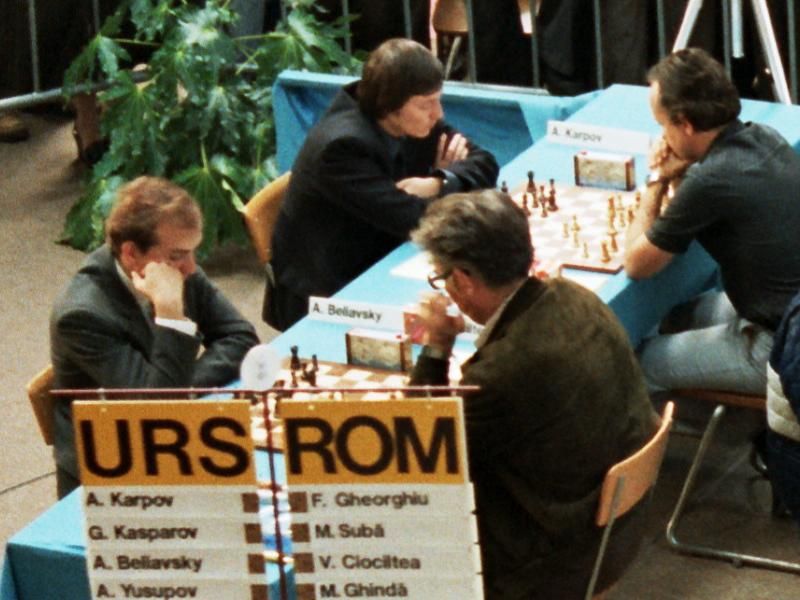
Alexander Beliavsky, Anatoli Karpow, Victor Ciocâltea und Florin Gheorghiu, Schacholympiade 1982 in Luzern

- Asztalos Memorial 1966: 4./5. Platz
- DSV-Turnier Zinnowitz 1966: 2. Platz
- Reggio Emilia 1966/67: 1./2. Platz
- Reggio Emilia 1968/69: 1./4. Platz
- Málaga 1971: 3./4. Platz
- Asztalos Memorial 1971:3./4. Platz
- Bukarest 1971: 3./4. Platz
- Tunis 1973: 1. Platz
- Dortmund 1974: 1./2. Platz[6]
- Bukarest 1978: 2. Platz
- Bukarest 1979: 2./4. Platz
- Satu Mare 1979: 1. Platz
- Beʾer Scheva 1982: 2. Platz